# Xã Odessa, Michigan
Xã Odessa (tiếng Anh: Odessa Township) là một xã thuộc quận Ionia, tiểu bang Michigan, Hoa Kỳ. Năm 2010, dân số của xã này là 3.778 người.